# Michael Kessler
Michael Kessler (Wiesbaden, 24 giugno 1967) è un attore, comico e scrittore tedesco.

## Carriera

### Teatro
Dopo la sua formazione teatrale alla Westfälische Schauspielschule Bochum dal 1988 al 1992, Kessler ha recitato in vari teatri, fra i quali i più celebri sono: la Schauspielhaus Bochum, la Schauspiel Frankfurt, il Nationaltheater Mannheim e la Schauspielhaus Zürich. Dal 2005 recita insieme a Christoph Maria Herbst, Bastian Pastewka e Jürgen Tonkel nella commedia Männerhort al Theater am Kurfürstendamm di Berlino.

### Film
Nel 1991 apparve nella commedia Manta, Manta e, dopo quel film, recitò in parecchie produzioni del grande schermo come Schtonk!, Kleine Haie (Little Sharks) e Nordkurve (North Stand). Nel 2006 recitò in Hui-Buh, Das Schlossgespenst. Nel 2002 ebbe un ruolo da protagonista nel film di successo Zwei Wochen Argentinien (Two Weeks Argentina). Successivamente, nel 2003, prese parte ai film Glückstag, Für gutes Betragen e Kesslers Knigge.

### Televisione
A partire dal 1992 Kessler ha lavorato anche per la televisione. Tra le produzioni cui ha partecipato vi sono Siebenbirken, Schwarz greift ein, Das Schicksal der Woche, Hotel Mama 1-3, Sonntags geöffnet, Der letzte Kurier, Sophie, Callboy, Kommissare Südwest, St. Angela, Ein Fall für Zwei, 14º Distretto (Großstadtrevier), Tatort, Der kleine Mönch, SK-Kölsch, Das Leben der Philosophen e SOKO-Köln. Dal 1999 al 2000, Kessler fece parte del cast di Switch e, dal 2001 al 2002, del cast di Wochenshow.
In seguito comparve in Axel!, Urmel aus dem Eis, Ladyland e Pastewka. Divenne personaggio fisso in Schillerstraße sin dal primo episodio nel 2004. Inoltre, prese parte al gioco televisivo Genial daneben e al programma ProSieben Märchenstunde negli episodi Rotkäppchen (Cappuccetto Rosso), Froschkönig (Il principe ranocchio) e Aschenputtel (Cenerentola). Da ottobre 2006, Kessler divenne il conduttore del programma della RBB Fernsehen Berliner Nacht Taxe. La serie, composta da 6 episodi, fu trasmessa a partire dal 30 ottobre 2006 con cadenza bisettimanale. Nel 2007 e nel 2008, fece parte del cast di Switch Reloaded e iniziò a lavorare a un suo proprio show televisivo.

## Filmografia
- Manta, Manta, regia di Wolfgang Büld (1991)
- Schtonk!, regia di Helmut Dietl (1992)
- Little Sharks (Kleine Haie), regia di Sönke Wortmann (1992)
- Nordkurve (North Stand), regia di Adolf Winkelmann (1992)
- Switch (1999) - serie TV
- Wochenshow (2001) - serie TV
- Ladyland
- Schillerstraße (2004) - serie TV
- Pastewka - serie TV
- Squadra Speciale Colonia (SOKO Köln) (2005-2009) - serie TV
- Hui-Buh, Das Schlossgespenst, regia di Sebastian Niemann (2006)
- Neues vom Wixxer, regia di Cyrill Boss e Philipp Stennert (2007)
- Kein Sex ist auch keine Lösung, regia di Torsten Wacker (2011)
- Sorelle vampiro - Vietato mordere! (Die Vampirschwestern), regia di Wolfgang Groos (2012)
- Home from Home: Chronicle of a Vision (Die andere Heimat - Chronik einer Sehnsucht), regia di Edgar Reitz (2013)
- Sorelle vampiro 2 - Pipistrelli nello stomaco (Die Vampirschwestern 2 - Fledermäuse im Bauch), regia di Wolfgang Groos (2014)
- Schmidts Katze, regia di Marc Schlegel (2015)
- Lui è tornato (Er ist wieder da), regia di David Wnendt (2015)
- Squadra Speciale Stoccarda (SOKO Stuttgart) (2018) - serie TV